# Sam Eggington
Samuel „Sam“ Eggington (* 15. Oktober 1993 in Birmingham) ist ein britischer Profiboxer und ehemaliger IBO-Weltmeister im Halbmittelgewicht, sowie ehemaliger EBU-Europameister im Weltergewicht.

## Amateurkarriere
Sam Eggington boxte als Amateur für den Warley ABC und bestritt 31 Kämpfe mit 22 Siegen. 2011 gewann er eine Bronzemedaille im Mittelgewicht bei den englischen Junioren-Meisterschaften (ABA).

## Profikarriere
Sein Profidebüt bestritt er am 14. September 2012 in Swansea. Sein Trainer und Manager ist Jon Pegg, sein Promoter Matchroom Sport von Eddie Hearn. Im April 2014 besiegte er Johnny Garton (Bilanz: 11-0) und im September 2014 Denton Vassell (20-1).
Am 7. März 2015 schlug er Shayne Singleton (20-0) durch TKO in der fünften Runde und wurde dadurch WBC International Silver Champion. Im Mai 2015 gewann er eine Titelverteidigung durch TKO in der siebenten Runde gegen Joseph Lamptey (18-5) und wurde dadurch auch Commonwealth Champion. Im Juli 2015 setzte er sich gegen Glenn Foot (15-0) durch und gewann die Britische Meisterschaft (BBBofC). Im Oktober 2015 gewann er eine Titelverteidigung gegen Dale Evans (10-2).
Am 5. März 2016 verlor er nach Punkten gegen Bradley Skeete (22-1), gewann jedoch am 22. Oktober 2016 überraschend durch TKO gegen Frankie Gavin (23-2) und wurde WBC International Champion. Im März 2017 besiegte er Paul Malignaggi (36-7) durch K. o. in der achten Runde und gewann am 13. Mai 2017 durch K. o. in der zehnten Runde gegen Ceferino Rodriguez (24-1) den EBU-Europameistertitel. Im Oktober 2017 verlor er diesen durch eine knappe Punktniederlage an Mohamed Mimoune (18-2).
Im Juni 2018 schlug er Peter Kramer (8-0) beim Kampf um den IBO-Continental-Titel. Im September 2018 verlor er jedoch vorzeitig in der zweiten Runde gegen Hassan Mwakinyo (11-2). Eine weitere Niederlage erlitt er März 2019 gegen Liam Smith (26-2).
Im September 2019 besiegte er Orlando Fiordigiglio (31-2) beim Kampf um den IBF-International-Titel im Halbmittelgewicht. Diesen verlor er am 1. August 2020 durch eine Punktniederlage an Ted Cheeseman (15-2).
Im Dezember 2020 siegte er vorzeitig gegen Ashley Theophane (48-8) und im Mai 2021 einstimmig gegen Carlos Amado Molina (37-11). Im September 2021 gewann er gegen Bilel Jkitou (15-0).
Durch einen Sieg gegen Przemysław Zyśk (18-0), am 25. Juni 2022, wurde er IBO-Weltmeister im Halbmittelgewicht, verlor den Titel jedoch in der ersten Verteidigung am 8. Oktober 2022 durch Mehrheitsentscheidung an Dennis Hogan (30-4). Im Mai 2023 siegte er vorzeitig gegen Joe Pigford (20-0). Den Titel WBC International Silver gewann er am 20. April 2025 mit einem Sieg gegen Lee Cutler (15-1).